# Eleições estaduais no Tocantins em 1994
As eleições estaduais no Tocantins em 1994 ocorreram em 3 de outubro como parte das eleições realizadas em 26 estados brasileiros e no Distrito Federal. Foram eleitos o governador Siqueira Campos, o vice-governador Raimundo Boi, os senadores Carlos Patrocínio e Leomar Quintanilha, oito deputados federais e vinte e quatro deputados estaduais. Segundo a Constituição e a Lei nº. 8.713, a posse seria em 1º de janeiro de 1995 para quatro anos de mandato e originalmente sem direito a reeleição.
Na disputa pelo Palácio Araguaia, a vitória coube ao agropecuarista e industrial, Siqueira Campos, natural de Crato (CE). Eleito vereador em Colinas do Tocantins em 1964 e deputado federal por Goiás em 1970, 1974, 1982 e 1986. Como parlamentar, atuou pela criação do Tocantins, efetivada graças à Constituição de 1988, ano que foi eleito governador pela primeira vez. Político com passagens pela ARENA e PDS durante o Regime Militar de 1964, após a Nova República, militou no PDC, até a criação do PPR.
Para vice-governador foi eleito o médico Raimundo Boi, natural de Miracema do Tocantins, e que elegera-se deputado estadual em 1988 e 1990.
Na disputa pela Câmara dos Deputados, os aliados do novo governador obtiveram a maioria das cadeiras, tal como aconteceu na disputa pela Assembleia Legislativa. Outra evidência do poder político do "siqueirismo" era o fato que o filho do novo governador, Eduardo Siqueira Campos, foi eleito prefeito de Palmas em 1992.
Estavam aptos a votar 648.073 eleitores no Tocantins, dos quais 204.873 (31,61%) se abstiveram.

## Resultado da eleição para governador
O Tribunal Regional Eleitoral do Tocantins contabilizou 344.922 votos nominais (77,83%), 76.887 votos em branco (17,35%) e 21.391 votos nulos (4,83%), resultando num total de 443.200 eleitores.
| Candidatos a governador do estado    | Candidatos a vice-governador | Número | Coligação                                                                           | Votação | Percentual |
| ------------------------------------ | ---------------------------- | ------ | ----------------------------------------------------------------------------------- | ------- | ---------- |
| Siqueira Campos PPR                  | Raimundo Boi PFL             | 111    | União do Tocantins (PPR, PFL, PP, PTB, PV, PMN)                                     | 202.575 | 58,73%     |
| João da Cruz PMDB                    | Edmundo Galdino PSDB         | 151    | Movimento de Salvação do Tocantins (PMDB, PSDB, PDT, PL, PSC, PSD, PRN, PSB, PCdoB) | 126.138 | 36,57%     |
| Neilton Araújo de Oliveira PT        | Eduardo Carvalho PT          | 131    | PT (sem coligação)                                                                  | 12.227  | 3,55%      |
| Carlos Augusto Solino de Sousa PRONA | Márcio Fortes PRONA          | 561    | PRONA (sem coligação)                                                               | 3.982   | 1,15%      |
| Fontes:                              |                              |        |                                                                                     |         |            |

## Biografia dos senadores eleitos

### Carlos Patrocínio
Na eleição para senador havia duas cadeiras em jogo e o mais votado foi o médico Carlos Patrocínio. Formado em 1969 pela Universidade Federal do Triângulo Mineiro, ele nasceu em Monte Azul (MG) e trabalhou para os órgãos antecessores do atual Instituto Nacional do Seguro Social em Araguaína, onde presidiu o Hospital das Clínicas e a regional da então Associação Médica de Goiás ao longo da década de 1970. Antigo membro da ARENA, PDS e PFL, dirigiu o posto do extinto Instituto Nacional de Assistência Médica da Previdência Social (INAMPS) em Araguaína. Em 1988, foi eleito senador pelo PTB do recém-criado estado do Tocantins e durante o mandato migrou para o PDC, até retornar ao PFL, sendo agora reeleito.

### Leomar Quintanilha
A segunda vaga foi destinada ao bancário, Leomar Quintanilha. Nascido em Goiânia, trabalhou no Banco do Brasil e graduou-se em Direito pela Universidade Federal de Uberlândia. Eleito presidente do diretório estadual da ARENA em Goiás em 1976, disputou sua primeira eleição via PDC em 1988, quando tornou-se deputado federal pelo novo estado do Tocantins. Secretário de Educação, durante o primeiro governo Siqueira Campos, foi reeleito em 1990 e em 1994 foi eleito senador pelo PPR.

## Resultado da eleição para senador
O Tribunal Regional Eleitoral do Tocantins apurou 443.200 votos nominais, não informando nada a respeito dos votos em branco e votos nulos.
| Candidatos a senador da República | Candidatos a suplente de senador | Número | Coligação                                                                           | Votação | Percentual |
| --------------------------------- | -------------------------------- | ------ | ----------------------------------------------------------------------------------- | ------- | ---------- |
| Carlos Patrocínio PFL             | Totó Cavalcante PFL              | 252    | União do Tocantins (PPR, PFL, PP, PTB, PV, PMN)                                     | 160.083 | 27,07%     |
| Leomar Quintanilha PPR            | José Bonifácio de Souza PPR      | 112    | União do Tocantins (PPR, PFL, PP, PTB, PV, PMN)                                     | 157.360 | 26,61%     |
| Paulo Sidney PMDB                 | Raimundo Ferreira PSDB           | 152    | Movimento de Salvação do Tocantins (PMDB, PSDB, PDT, PL, PSC, PSD, PRN, PSB, PCdoB) | 108.844 | 18,40%     |
| Vicentinho Alves PDT              | José Martins Barbosa PSB         | 122    | Movimento de Salvação do Tocantins (PMDB, PSDB, PDT, PL, PSC, PSD, PRN, PSB, PCdoB) | 91.810  | 15,52%     |
| Juracy dos Santos PRONA           | Francisco Faria PRONA            | 562    | PRONA (sem coligação)                                                               | 20.532  | 3,47%      |
| Leontino Pereira de Sousa PT      | Alexandre Simões PT              | 132    | PT (sem coligação)                                                                  | 19.326  | 3,27%      |
| José Tarcísio de Melo PL          | Edílson Lombardi PSD             | 222    | Movimento de Salvação do Tocantins (PMDB, PSDB, PDT, PL, PSC, PSD, PRN, PSB, PCdoB) | 18.166  | 3,07%      |
| Donizeti Nogueira PT              | Milsivan Santos PT               | 133    | PT (sem coligação)                                                                  | 15.293  | 2,59%      |
| Fontes:                           |                                  |        |                                                                                     |         |            |

## Deputados federais eleitos
São relacionados os candidatos eleitos com informações complementares da Câmara dos Deputados.

Representação eleita
  PPR: 3
  PFL: 2
  PMDB: 2
  PP: 1

| Número  | Deputados federais eleitos | Partido | Votação | Percentual | Cidade onde nasceu    | Unidade federativa |
| 1111    | Paulo Mourão               | PPR     | 27.893  | 9,24%      | Cristalândia          | Tocantins          |
| 1110    | Osvaldo Reis               | PPR     | 25.098  | 8,31%      | Floriano              | Piauí              |
| 2525    | João Ribeiro               | PFL     | 22.438  | 7,43%      | Campo Alegre de Goiás | Goiás              |
| 1117    | Antônio Jorge              | PPR     | 21.780  | 7,21%      | Taguatinga            | Tocantins          |
| 3911    | Dolores Nunes              | PP      | 21.727  | 7,20%      | Natividade            | Tocantins          |
| 2511    | Darci Coelho               | PFL     | 19.365  | 6,41%      | Porto Franco          | Maranhão           |
| 1511    | Udson Bandeira             | PMDB    | 17.418  | 5,77%      | Formoso do Araguaia   | Tocantins          |
| 1501    | Freire Júnior              | PMDB    | 17.164  | 5,68%      | Goiânia               | Goiás              |
| Fontes: |                            |         |         |            |                       |                    |

## Deputados estaduais eleitos
Estavam em jogo 24 cadeiras na Assembleia Legislativa do Tocantins.

Representação eleita
  PPR: 9
  PMDB: 9
  PFL: 5
  PP: 1

Fonteː
| Número  | Deputados estaduais eleitos   | Partido | Votação | Percentual | Cidade onde nasceu    | Unidade federativa |
| 25111   | Otoniel Andrade Costa         | PFL     | 9.862   | 2,93%      | Brejinho de Nazaré    | Tocantins          |
| 11119   | Cacildo Vasconcelos           | PPR     | 8.927   | 2,65%      | Ipameri               | Goiás              |
| 25112   | Raul Filho                    | PFL     | 8.297   | 2,46%      | Gilbués               | Piauí              |
| 15135   | Marcelo Miranda               | PMDB    | 7.712   | 2,29%      | Goiânia               | Goiás              |
| 11111   | Laurez Moreira                | PPR     | 7.709   | 2,29%      | Dueré                 | Tocantins          |
| 11110   | Antônio Carlos de Carvalho    | PPR     | 7.465   | 2,22%      | Colinas do Tocantins  | Tocantins          |
| 25110   | Félix Valuar de Sousa Barros  | PFL     | 7.215   | 2,14%      | São Félix de Balsas   | Maranhão           |
| 11122   | Fabion Gomes de Sousa         | PPR     | 7.174   | 2,13%      | Tocantinópolis        | Tocantins          |
| 25115   | Raimundo Moreira de Araújo    | PFL     | 7.127   | 2,12%      | Nazaré                | Tocantins          |
| 11177   | Hélcio Santana Sampaio        | PPR     | 7.057   | 2,10%      | Brejo Santo           | Ceará              |
| 11105   | Geraldo Vaz da Silva          | PPR     | 6.976   | 2,07%      | São Gonçalo do Abaeté | Minas Gerais       |
| 11104   | Francisco Osvaldo Mendes Mota | PPR     | 6.777   | 2,01%      | Campos Sales          | Ceará              |
| 15119   | Nânio Tadeu Gonçalves         | PMDB    | 6.478   | 1,92%      | Dianópolis            | Tocantins          |
| 15113   | Manoel Alencar Neto           | PMDB    | 6.461   | 1,92%      | Filadélfia            | Tocantins          |
| 39110   | José Everaldo Lopes Barros    | PP      | 6.156   | 1,83%      | Grajaú                | Maranhão           |
| 11106   | Carlos Roberto Braga do Carmo | PPR     | 5.747   | 1,71%      | Mairipotaba           | Goiás              |
| 25105   | João Renildo de Queiroz       | PFL     | 5.720   | 1,70%      | Tocantinópolis        | Tocantins          |
| 11112   | Gismar Gomes                  | PPR     | 5.334   | 1,58%      | Anápolis              | Goiás              |
| 15133   | Hider Alencar                 | PMDB    | 5.323   | 1,58%      | Tupirama              | Tocantins          |
| 15130   | Deusdet Oliveira Barros       | PMDB    | 5.196   | 1,54%      | Porto Nacional        | Tocantins          |
| 15109   | Joaquim de Sena Balduino      | PMDB    | 5.131   | 1,52%      | Arraias               | Tocantins          |
| 15111   | José Augusto Pugliesi Tavares | PMDB    | 4.783   | 1,42%      | Goiânia               | Goiás              |
| 15102   | Onofre Marques de Melo        | PMDB    | 4.550   | 1,35%      | Araguaína             | Tocantins          |
| 15105   | Longuimar Soares Barros       | PMDB    | 4.546   | 1,35%      | Gurupi                | Tocantins          |
| Fontes: |                               |         |         |            |                       |                    |